# Товар, Мануэль Фелипе
Мануэль Фелипе Товар (исп. Manuel Felipe de Tovar; 1 января 1803, Каракас, Венесуэла — 21 февраля 1866, Париж, Франция) — 13-й президент Венесуэлы. Правил с 29 сентября 1859 по 20 мая 1861 года.
Товар был прямым потомком первого епископа Каракаса Мауро де Товара, который прибыл в Венесуэлу в 1640 году. Он принял участие в Мартовской революции против Хосе Тадео Монагаса, поддерживая убеждения Хулиана Кастро о том, что правление Монагаса было вредным для страны. После свержения Монагаса, Хулиан Кастро был избран временным президентом Венесуэлы, а Мануэль Товар назначен председателем Государственного совета.
В 1859 году, во время очередных президентских выборов в Венесуэле, Товар был избран новым президентом страны, опередив ближайшего преследователя на 30 тыс. голосов. Инаугурация нового президента состоялась 12 апреля 1860 года, в храме Сан-Франциско (Каракас).